# Клименко, Григорий Прокопьевич
Григорий Прокопьевич Клименко (23 июня 1919, Новый Тагамлык, Машевский район — 6 июня 2006, Москва) — советский инженер-строитель и государственный деятель.

## Биография
Родился в 1919 году в селе Новый Тагамлык. В 1941 году окончил Полтавский инженерно-строительный институт.

### Военные годы
Участник Великой Отечественной войны c 1941 года. Окончил курсы офицеров связи при Интендантской академии РККА имени В. М. Молотова (Харьков) и был направлен на фронт. 
В период с января 1942 по июль 1946 годов служил в войсках Западной, Степной и Южной групп, 2-го и 3-го Украинских фронтов. Участвовал в боях на территории Румынии, Болгарии, Югославии, Венгрии, Австрии.

### После войны
В период 1947—1991 годов:
- инженер, а впоследствии начальник отдела капитального строительства и секретарь партбюро Кусинского машиностроительного завода в Челябинской области;
- секретарь Кусинского районного комитета КПСС;
- в 1949–1959 годах – в аппарате Челябинского обкома КПСС: инструктор, заведующий сектором отдела тяжелой промышленности, заместитель заведующего промышленно-транспортным отделом, заведующий отделом строительства и стройматериалов, заведующий отделом тяжелой промышленности и строительства;
- в 1959–1964 годах – главный инженер, управляющий строительным трестом № 42 (г. Челябинск);
- в 1964–1977 годах – заместитель, первый заместитель начальника, начальник Главного управления по строительству в Южно-Уральском экономическом регионе («Главюжуралстрой»);
- с 1977 года – первый заместитель министра строительства предприятий тяжелой индустрии СССР.

Избирался депутатом Верховного Совета РСФСР 8-го созыва. Делегат XXIV съезда КПСС (1971).

## Награды и звания
- Орден Ленина (1969)

Нагрудный знак делегата XXIV съезда КПСС

- Орден Отечественной войны II степени (1945, 1985)[4]
- Орден Трудового Красного Знамени (1958)
- Орден Красной Звезды (1944)[4]
- Орден «Знак Почёта» (1963)
- Медали: «За боевые заслуги» (1943), «За освобождение Белграда» (1945), «За победу над Германией» (1945), «За трудовую доблесть» (1957), «За освоение целинных земель» (1957), «В ознаменование 100-летия со дня рождения Владимира Ильича Ленина» (1970)[4][5]
- Заслуженный строитель РСФСР (1969)[5]